# تورز
تشيستياكوفو (به اوکراینی: Чистякове) شهری در استان دونتسک در کشور اوکراین واقع شده‌است. جمعیت این شهر ۵۳,۷۲۵ نفر (۲۰۲۱ تخمینی)است.

## نگارخانه

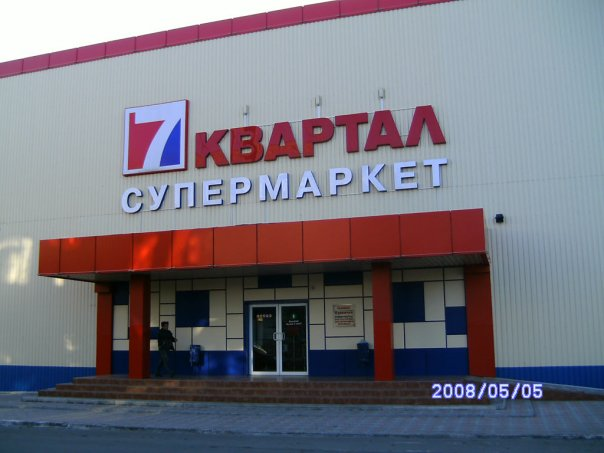
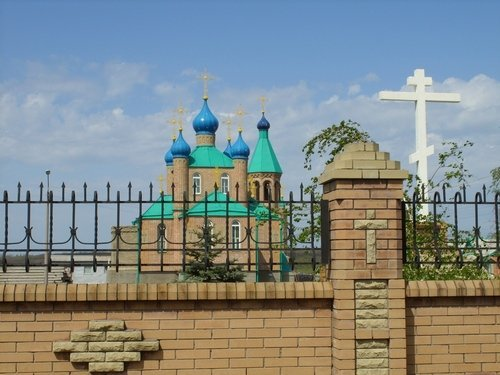
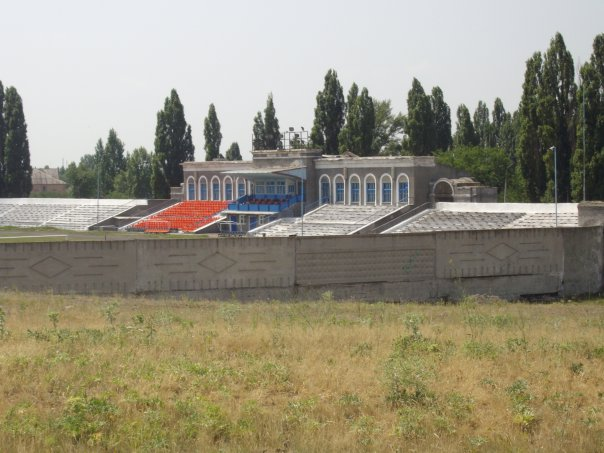
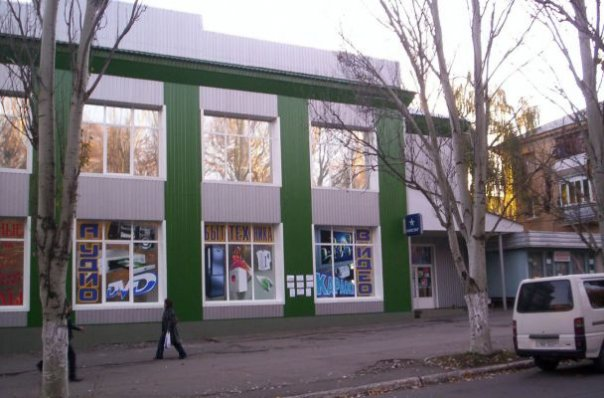
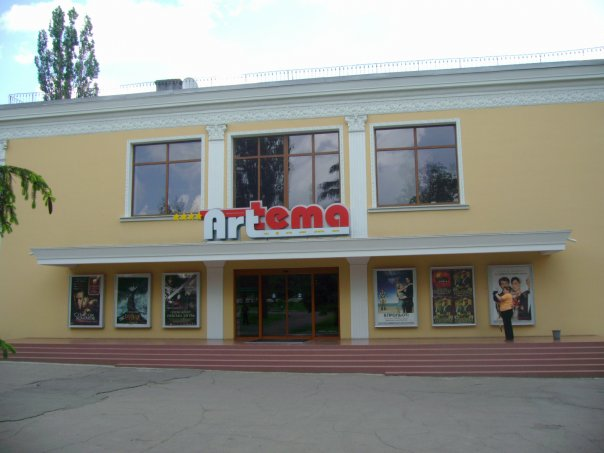
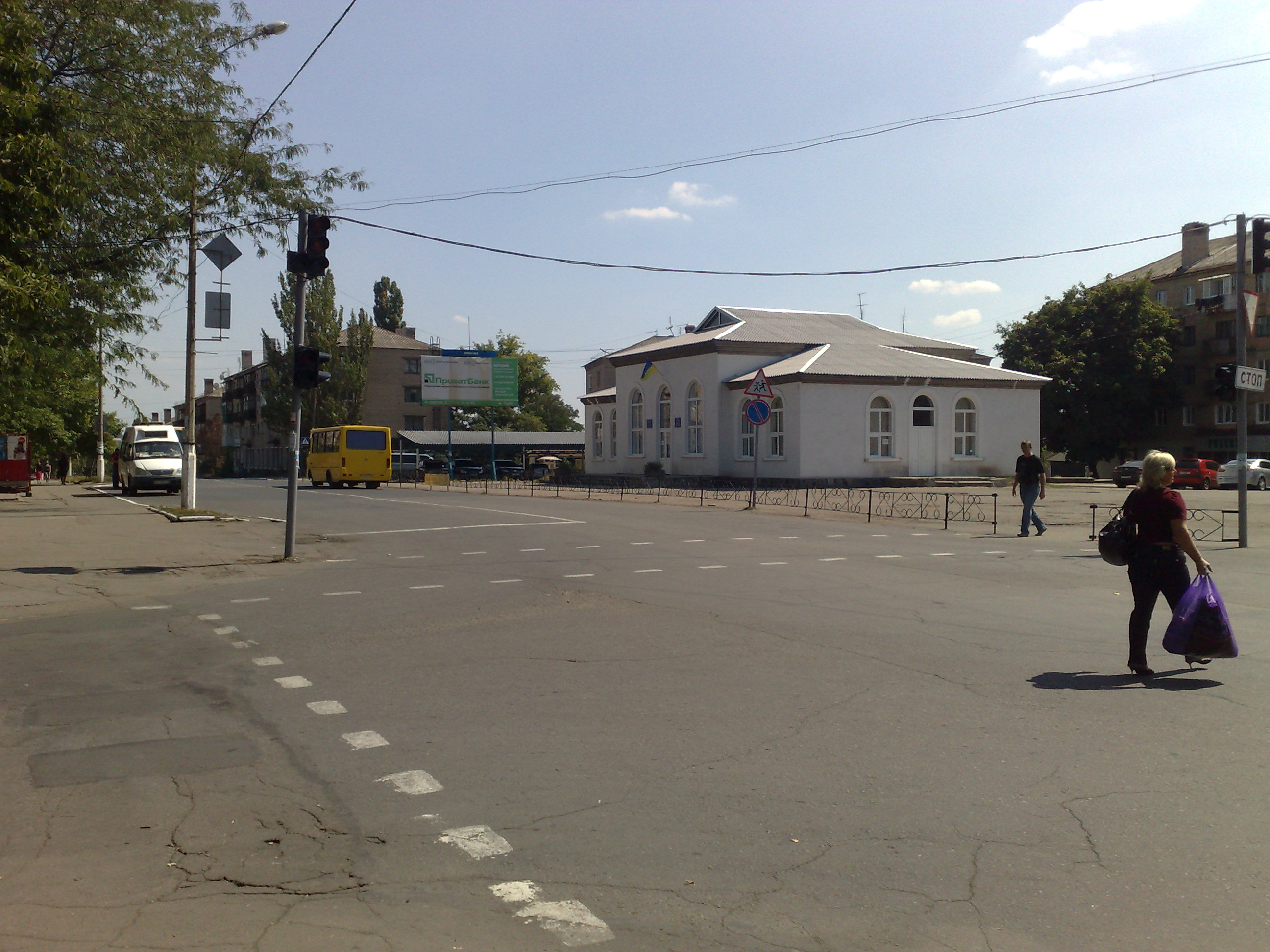
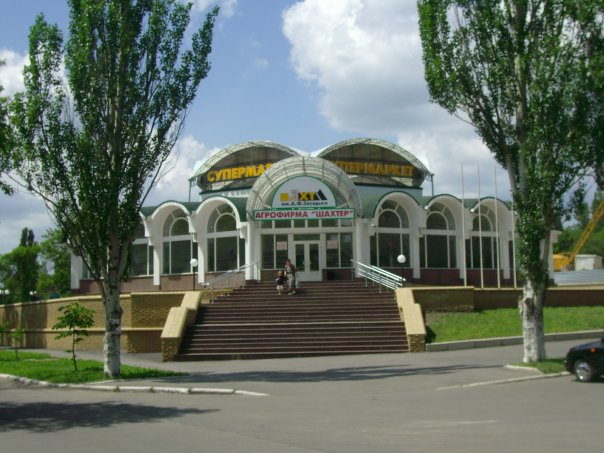
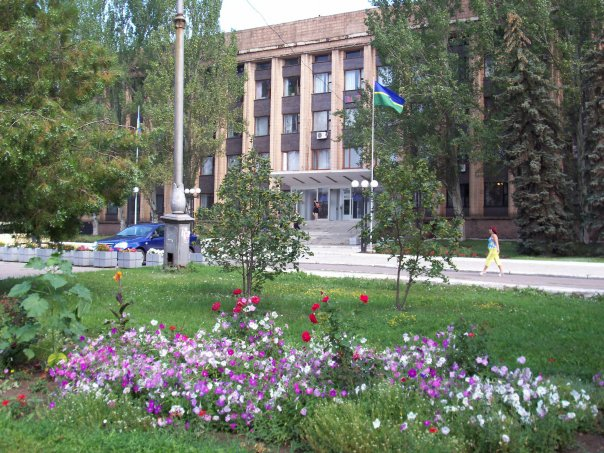